# Giuseppe Locati (imprenditore)
Giuseppe Locati (Monza, 1939 – Monza, 26 agosto 2022) è stato un imprenditore, artista, ingegnere e inventore italiano.

## Biografia
Nato a Monza da Guido Locati e Giuseppina Liberti, Giuseppe Locati sviluppa fin da bambino una la passione per la pittura. Tiene la sua prima mostra nel 1953, all'Arengario di Monza, all'età di quattordici anni. Fino ai trent'anni, adotta la pittura figurativa per passare successivamente alla scultura informale. 
L'evoluzione di tale passione si concretizza infine con l'esposizione di opere in tutto il mondo, incluse New York, Tokyo, Londra, Monza e Milano, che ospita la sua ultima mostra, “Attraverso il respiro del tempo” nella Sacrestia del Bramante in Santa Maria delle Grazie a Milano, vicino al Cenacolo di Leonardo.
Nel 2017, viene organizzata la mostra “Giuseppe Locati: l'arte e il pensiero” nello scenario degli Appartamenti Reali dal Centro Studi Agorà. Nel 2019, al Grattacielo Pirelli di Milano, la sua produzione di dipinti, sculture, disegni, progetti, brevetti viene presentata con l'esposizione "Ingegno lavoro arte".
Dopo la laurea in Ingegneria Meccanica, conseguita nel 1966 al Politecnico di Milano brevettando “Strutture Geodetiche in Acciaio”, Giuseppe Locati eredita Officine Locati, azienda di famiglia fondata dal padre Guido nel 1925. 
Al timone di Officine Locati, brevetta numerose invenzioni, tra cui le porte basculanti (in particolare la saracinesca per box “salva specchietti”, una porta basculante che, con l'eliminazione dei contrappesi laterali, incrementa lo spazio utile per il passaggio dei veicoli in ingresso nei garage), alcune cancellate e tipologie di impalcature e un nuovo materiale per l'isolamento termoacustico. Tra gli altri brevetti firmati da Locati figurano il grigliato autoportante, la motorizzazione della porta basculante a camme e il gruppo motoriduttore ad argano. Le sue invenzioni interessano anche lo sport: è il caso della struttura degli sci per il chilometro lanciato.
Nel 2013, gli viene conferito il riconoscimento di Cavaliere all'Ordine del merito della Repubblica.
Giuseppe Locati muore a Monza il 26 agosto del 2022, all'età di 83 anni. I funerali vengono celebrati il 29 agosto 2022 nel Duomo di Monza.
A un anno dalla scomparsa, viene ricordato con la fondazione dell'Associazione e Archivio Giuseppe Locati, che si occupa di catalogare tutti i dipinti, le sculture e i disegni realizzati in circa settant'anni di attività. Gli obiettivi del progetto vengono illustrati nel settembre 2023 a Milano, all'interno del locale polifunzionale “On House”, includendo anche l'allestimento di una mostra retrospettiva, con una selezione delle opere dei periodi più significativi di questo autore del secondo Novecento.
Nel corso dell'evento, viene presentato in anteprima il secondo volume del catalogo monografico “La Grafia del Pensiero”, pubblicato come il primo, “L'arte e il pensiero” (2017), dall'Editoriale Giorgio Mondadori.